# Concealer
Concealer é o terceiro EP do estilista, cantor e produtor musical estadunidense Jeffree Star, com previsão de lançamento para o final de 2012. Surgiu do cancelamento do EP Virginity

## Históra e Produção
Jeffree Star fez uma pequena enquete em seu Twitter, perguntando se a maioria dos fãs preferia que ele lançasse um EP com algumas músicas, ou esperassem mais por um álbum completo. A ansiedade dos fãs fez com que ele lançasse o EP, e Jeffree escolheu o título: “Concealer”, e tem data de lançamento prevista para dezembro .

## Faixas
Ainda não foram divulgadas todas as faixas que estarão presentes no novo EP. Jeffree informou que faixas como "Blow Me", "Happy Birthday", "Legs Up" e "Catwalk" estarão juntamente com mais faixas inéditas compondo a tracklist do EP.